# Љиљана Поповић Анђић
Љиљана Поповић Анђић (Београд, 1962–2019) била је српски преводилац књижевних дела са шпанског, португалског, италијанског и руског језика. Она је била и песникиња и професор руске, италијанске, шпанске и португалске књижевности и језика.

## Биографија
Љиљана Поповић Анђић студирала је и дипломирала на Филолошком факултету Универзитета у Београду (Група за руски језик и књижевност и Група за италијански језик и књижевност). Била је запослена у Танјугу, а од 1991. године живи и ради у Буенос Ајресу (шп. Buenos Aires).
Осим преводилачког рада, бави се и музиком, плесом, као и фотографијом.
Удата је за преводиоца, писца и приређивача неколико антологија савремених аргентинских и других латиноамеричких приповетки Бранка Анђића.

### Преводи са шпанског језика
- Маестрова жена / Гижермо Мартинез. - Нови Сад : Светови, 2000  155585031
- Антологија савремене аргентинске приче. - Нови Сад : Светови, 2001  167173639
- Универзална историја бешчашћа / Хорхе Луис Борхес. - Београд : Паидеиа, 2002  183073543
- Станица Тула / Давид Тоскана. - Београд : Народна књига - Алфа, 2003  105613580
- Авантуре неваљале девојчице / Марио Варгас Љоса. - Београд: Лагуна, 2008  146327308
- Откачене приче Латинске Америке. - Београд: Геопетика, 2008  153727756
- Келтов сан / Марио Варгас Љоса. - Подгорица: Нова књига, 2012  19658000
- Безумље / Орасио Кастељанос Моја. - Београд: Лагуна, 2013  196140556
- Црвени април / Сантјаго Ронкаљоло. - Београд: Лагуна, 2014  206844684
- Риба у води : мемоари / Марио Варгас Љоса. - Београд: Лагуна, 2015  215471372

### Преводи са португалског језика
- Сусрет / Хилда Холст  121338892
- Копромантија / Рубем Фонсека  121334540

### Преводи са италијанског језика
- Песме / Сандро Пена  55317506
- Балада о мајкама / Пјер Паоло Пазолини  52763394
- Песме / Марио Луци  35958530
- Грамшијев пепео / Пјер Паоло Пазолини  35053058

## Фотографија
Осим преводилачког и музичког рада Љиљана Поповић Анђић интересује се и за фотографију.